# Amélie Goulet-Nadon
Amélie Goulet-Nadon (ur. 24 stycznia 1983 w Laval) – kanadyjska łyżwiarka szybka specjalizująca się w short tracku, brązowa medalistka olimpijska, multimedalistka mistrzostw świata.
Wzięła udział w igrzyskach olimpijskich w Salt Lake City w 2002 roku. Zdobyła brązowy medal olimpijski w biegu sztafetowym na 3000 m (w kanadyjskiej sztafecie wystąpiły poza nią Isabelle Charest, Marie-Ève Drolet, Alanna Kraus i Tania Vicent).
Siedmiokrotnie zdobyła medale mistrzostw świata – dwa srebrne i pięć brązowych, w tym trzy podczas drużynowych mistrzostw świata.